# Austrocylindropuntia floccosa
Austrocylindropuntia floccosa là một loài thực vật có hoa trong họ Cactaceae. Loài này được (Salm-Dyck ex Winterfeld) F.Ritter mô tả khoa học đầu tiên năm 1981.

## Hình ảnh

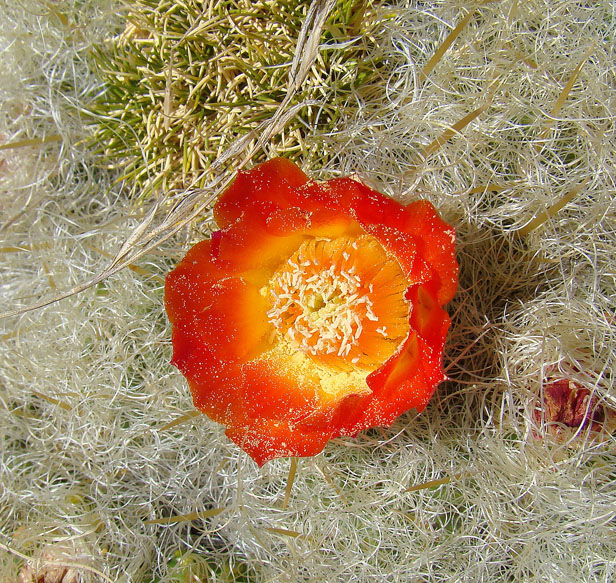
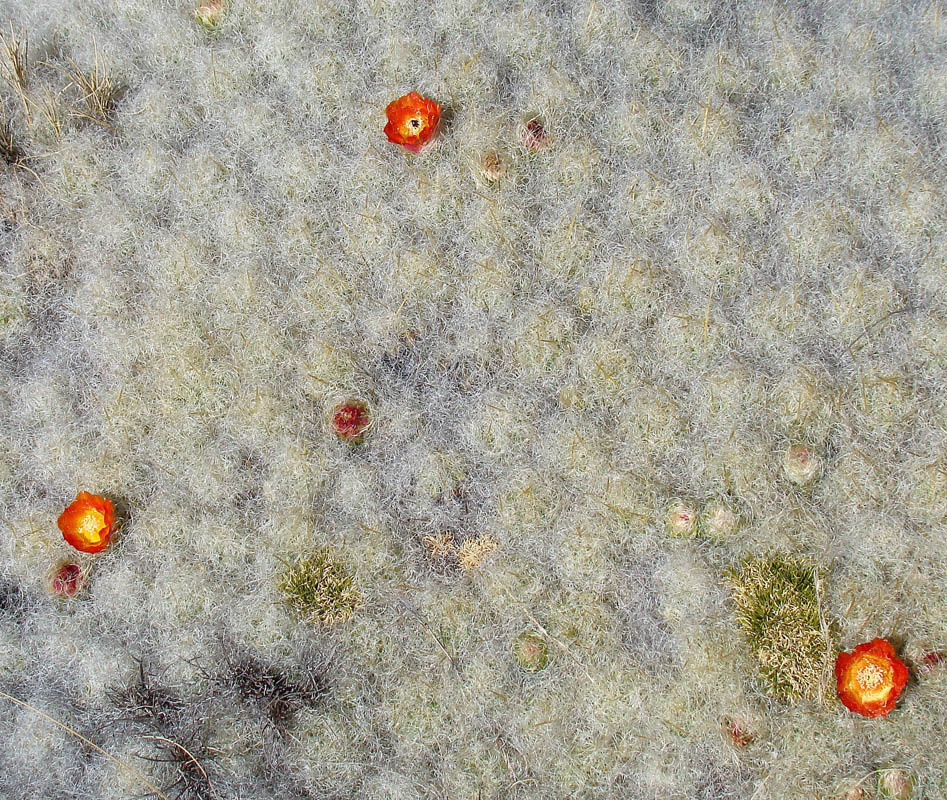
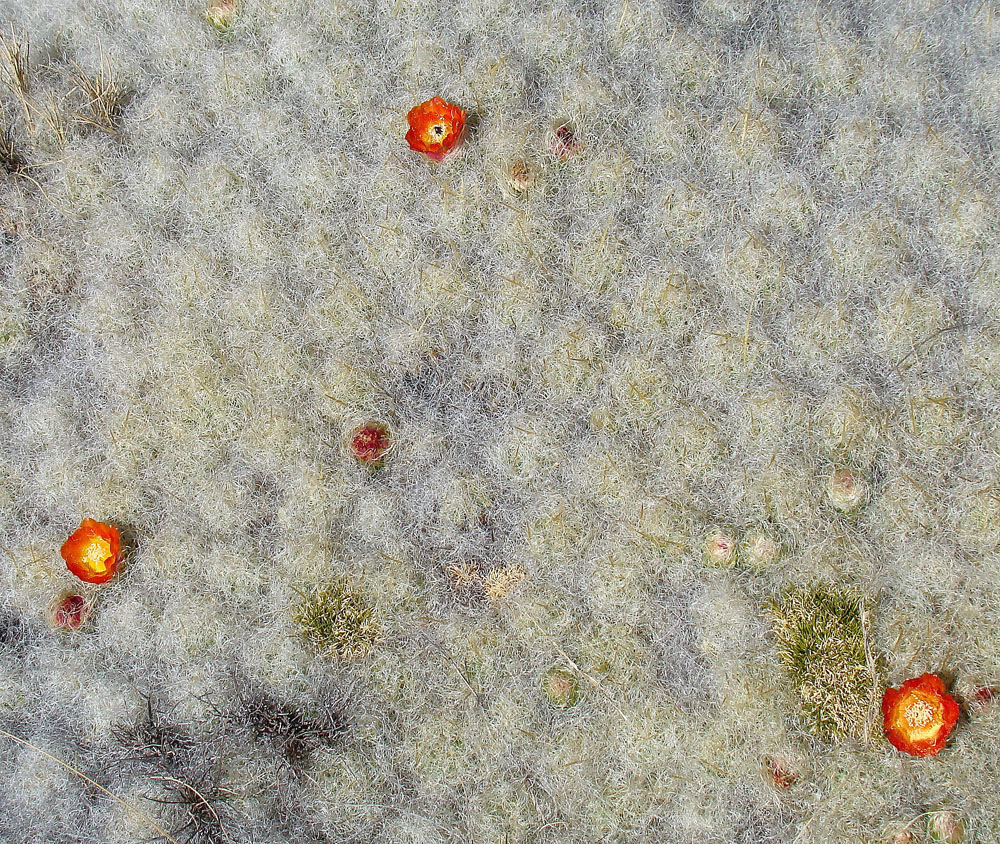